# Пјетрара (Витербо)
Пјетрара је насеље у Италији у округу Витербо, региону Лацио.
Према процени из 2011. у насељу је живело 393 становника. Насеље се налази на надморској висини од 399 м.